# 上杭乡
上杭乡，是中华人民共和国江西省九江市修水县下辖的一个乡镇级行政单位。

## 行政区划
上杭乡下辖以下地区：
双鄄村、棋盘村、新庄村、老庄村、杏港村、渣林桥村、上杭村和十二坊村。